# Victor-Gabriel Lemaire
Victor Gabriel Lemaire (3 tháng 6, 1839 - 1907) là một nhà chính trị Pháp, chuyên gia về Trung Quốc của Pháp.

## Tiểu sử
Sinh năm 1839, Lemaire bắt đầu sự nghiệp đầu tiên là lãnh sự của Pháp tại Thượng Hải (Trung Quốc) từ năm 1855, đến năm 1859 thì tiếp tục làm lãnh sự ở Quảng Châu (Canton). Năm 1860, ông được cử làm chỉ huy quân Lê dương Pháp tấn công Trung Quốc, được nhận Huân chương cao quý vào năm 1861. Cũng trong năm 1861, ông được chính phủ Pháp cử làm Công sứ Pháp tại Bắc Kinh cho đến năm 1872.
Năm 1878, ông được cử giữ chức lãnh sự tại Phúc Châu và Quảng Châu, lãnh sự Hồng Kông năm 1881 và được thăng làm Tổng lãnh sự ở Calcutta vào năm 1882. Sau khi quân Pháp thu hồi lại Thượng Hải trong chiến tranh với nhà Thanh năm 1883, ông được cử sang Đông Dương và giữ chức Tổng trú sứ Trung - Bắc Kỳ tại Huế thay Pierre Paul Rheinart từ tháng 6/1884 - 31/5/1885. Sau khi bị thay thế bởi Philippe-Marie-Henri Roussel de Courcy, Lemaire giữ chức quản trị viên - chỉ huy quân Lê dương Pháp tại Việt Nam đến tháng 2/1886
Đầu năm 1886, Thủ tướng Pháp là Charles de Freycinet triệu hồi Lemaire và cử ông ta sang Zanzibar làm Chủ tịch Ủy ban hoạch định biên giới giữa Pháp với Anh, Đức. Năm 1887, Lemaire trở lại Trung Quốc. Được sự hỗ trợ của Đại sứ quán Pháp, Lemaire cho xây dựng nhiều nhà thờ Công giáo nhằm làm tăng ảnh hưởng của Pháp ở Trung Quốc, nhưng tác dụng của việc làm này rất hạn chế; trong khi đó, người Đức đã ký một số hợp đồng quan trọng về kinh tế với Trung Quốc